# Marcelo Trobbiani
Marcelo Antonio Trobbiani (ur. 17 lutego 1955 w Casildzie), argentyński piłkarz, pomocnik. Mistrz świata z roku 1986.
Karierę zaczynał w 1973 w Boca Juniors i szybko stał się gwiazdą zespołu. W 1976 wyjechał do Hiszpanii, cztery sezony grał w Elche CF, w 1980 krótko był piłkarzem Realu Saragossa. W latach 1981–1982 ponownie grał w Boca (tytuł mistrzowski 1981), później występował w Estudiantes La Plata, kolumbijskim Millonarios, ponownie Elche i Estudiantes, a także chilijskiej Cobreloi, ekwadorskiej Barcelonie. Karierę kończył w 1993 w Talleres Córdoba.
W reprezentacji Argentyny po raz pierwszy zagrał w 1973, jednak nigdy nie zdołał wywalczyć stałego miejsca w kadrze. Zapisał się w historii mistrzostw świata jako jeden z graczy, którzy rozegrali w finałach najmniej minut - w swym jedynym występie wszedł na boisko w 89 minucie. Był to mecz finałowy MŚ 86, wygrany przez Argentynę 3:2 (z RFN). Łącznie w reprezentacji zagrał kilkanaście razy.